# Síntesis de Corey-Fuchs
La síntesis de Corey-Fuchs, también conocida como la síntesis de Ramírez-Corey-Fuchs, es una serie de reacciones químicas diseñadas para transformar un aldehído en un alquino con un carbono adicional. La formación de las 1,1-dibromoolefinas a través de fosfin-dibromometilenos fue descubierta originalmente por Desai, McKelvie y Ramirez. El segundo paso de la reacción para convertir dibromoolefinas en alquinos se conoce como transposición de Fritsch-Buttenberg-Wiechell. La transformación general combinada de un aldehído a un alquino por este método lleva el nombre de sus desarrolladores, los químicos estadounidenses Elias James Corey y Philip L. Fuchs.
Por elección adecuada de base, es a menudo posible detener la reacción en el 1-bromoalquino, un grupo funcional útil para transformaciones posteriores.

## Mecanismo de reacción
La síntesis de Corey-Fuchs se basa en un caso especial de la reacción de Wittig, donde el iluro de fósforo se forma a partir de dibromocarbeno. Este carbeno se genera in situ a partir de la reacción de trifenilfosfina y tetrabromuro de carbono.
La trifenilfosfina ataca luego al carbeno formado para obtenerse el iluro, el cual es muy reactivo. Este iluro sufre una reacción de Wittig cuando se expone a un aldehído.
Existen estudios con marcaje isotópico con deuterio demostraron que la reacción procede a través de un mecanismo en el que participa un carbeno. El intercambio Litio-Bromuro está seguido por α-eliminación para proporcionar el carbeno.  El desplazamiento 1,2 proporciona el alquino terminal marcado con deuterio. La incorporación de H al 50% podría explicarse por la desprotonación del deuterio terminal (ácido) con exceso de BuLi. La incorporación del 50% del protio podría ser explicada por desprotonación del deuterio terminal ácido con BuLi sobrante. 